# José Marco de Melo
José Marco Nóbrega Ferreira de Melo, conocido como Zé Marco (João Pessoa, 19 de marzo de 1971) es un exjugador brasileño de voleibol de playa. Fue subcampeón olímpico en los Juegos Olímpicos de Sídney 2000. También participó en los Juegos Olímpicos de Atlanta 1996 y fue tres veces campeón del Circuito Mundial de Voleibol de Playa.